# Тип 3 (пулемёт)
Тип 3 — японский станковый пулемёт, разработанный на базе французского пулемёта Гочкиса.
Находился на вооружении японской армии с 1914 по 1945 год.

## История
Первый японский станковый пулемёт был разработан конструктором Кидзиро Намбу на базе закупленных во Франции перед русско-японской войной пулемётов «Гочкисс» и принят на вооружение в 1914 году (3 году эры правления императора Тайсё по традиционному японскому летоисчислению).

## Конструкция
Питание патронами осуществляется из жёстких лент-кассет ёмкостью 30 патронов или из полужёстких лент, состоящих из соединённых шарнирно жёстких звеньев ёмкостью 3 патрона каждое (всего 83 звена, общая ёмкость 249 патронов). Подача ленты — слева направо.
Обычно пулемёт использовался с пехотного станка-треноги, имевшего адаптер для зенитной стрельбы, в некоторых случаях устанавливался на тумбовые установки (в долговременных огневых точках).
В конструкции пулемёта была предусмотрена специальная маслёнка, обеспечивающая смазку патронов в ленте перед их подачей в ствол, что гарантировало надежную экстракцию в условиях загрязнения оружия, но повышало его сложность и затрудняло эксплуатацию.